# Ділянка тополевих насаджень
Діля́нка тополе́вих наса́джень — ботанічна пам'ятка природи місцевого значення в Україні. Розташована на північ від місцевості Сухачівка Новокодацького району міста Дніпро Дніпропетровської області. 
Площа 5 га. Статус присвоєно згідно з рішенням облвиконкому від 26.05.1977 року № 346. Перебуває у віданні: Дніпропетровський держлісгосп (Новокодацьке лісництво, кв. 16, діл. 3).